# مغارة فريواطو

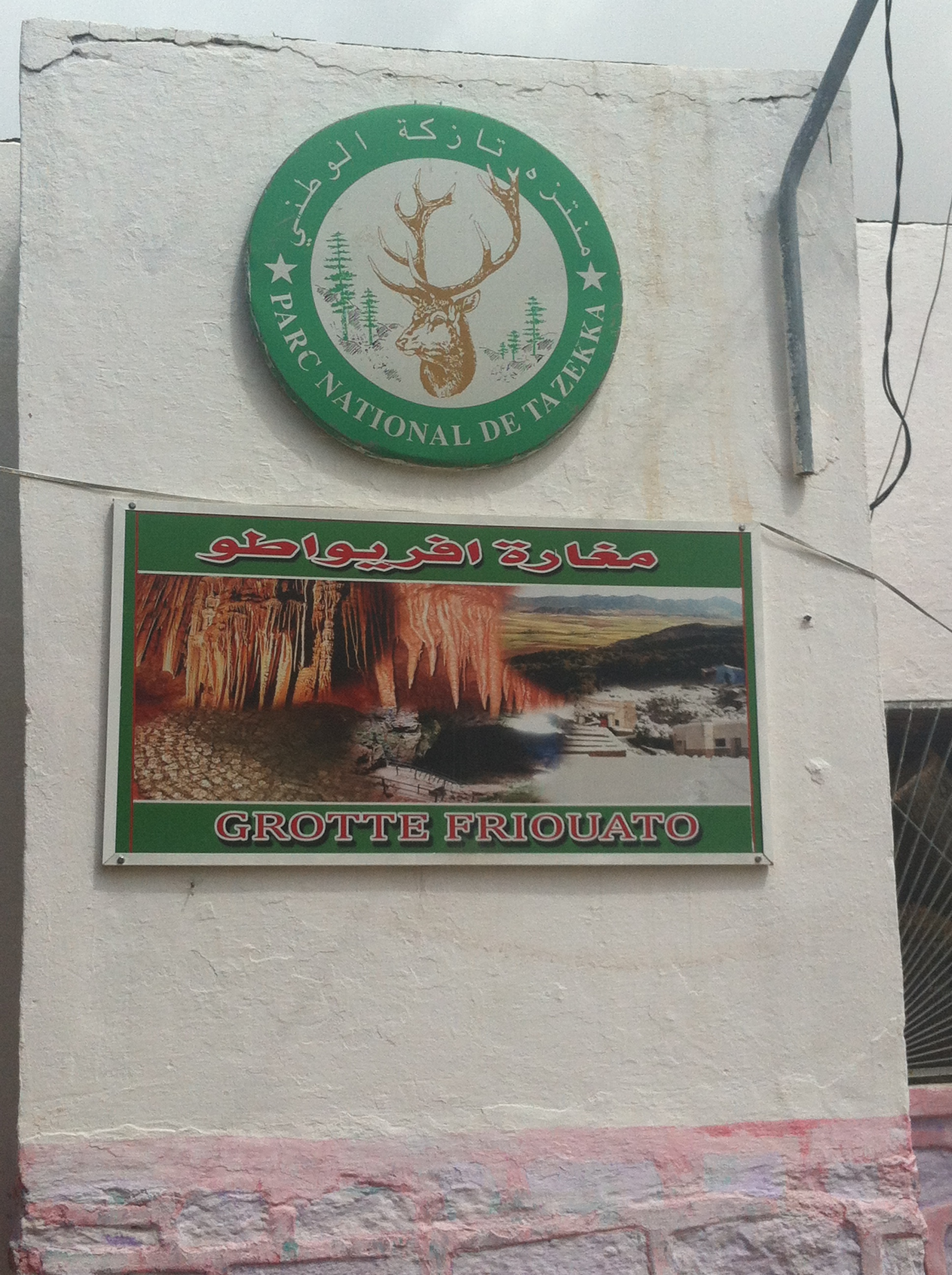
مدخل مغارة فريواطو

مغارة فْرِيوَاطُو من بين أهم الأماكن التي يقصدها زوار مدينة تازة الواقعة على بعد 320 كم عن العاصمة المغربية "الرباط"، في اتجاه الشرق.تتوفر داخلها على ممرات تحت أرضية طبيعية ومتاهات يصعب على الزائر تفاديها.تبعد المغارة عن مدينة تازة بحوالي 28 كم جنوباً في النفوذ الترابي لجماعة باب بودير ومدشر شيكر تحديدا..
داخل المغارة يمكن للزائر أن يستمتع بمناظر رائعة:الصواعد والنوازل والمجاري المائية....وهو موجود ليس بالبعيد عن جنان البردعي الدي عادة ما تكون هي الطريق المؤدية إليها.

## الاسم الخرافي
«إفرِي يْطُّو»، تسمية من مزج تركيبيّ لكلمة «إيفرِي» الأمازيغيّة، التي ترادف «المغارة» في لسان العرب، واسم الشابّة الجميلة «يْطُّو» التي اشتدّ بها المرض، في ماضي الزمن، إلى أن طلب حكيم تغذيّتها من عَسل لم تمسسه يد بشريّة قبل يد نَاقله، وذلك كي تتعافى من مرضها العضال.. فبادر شابّ إلى البحث عن «المفقود» حتّى وجده بذات المغارة التي قضى بها الاثنان حياتهما هروبا من شرّ أنّاس أبانوا عن عدم قبولهم اقتراب محسوب على العامّة من حسناء لزعيم قبيلة.. والعهدة في هذه الرواية على الخُرافَة.
المغارة هاته تعتبر كنزا مهما بالنسبة للعلماء المهتمين بالكائنات الحية التي تعيش حياة الكهوف، وكذا بالنسبة لمهتمي فن الاستغوار
جذور التسميّة تبقَى أقرب إلى الأفهام من خلال طرح «إِيفْرِي نْ وَاطو»، أي «مغارة الرّيح» وفقا للترجمة من منطوق بني مازغ إلى العربيّة الفصيحة.. ويجد هذا الطرح قوّته من خلال قول أبناء المنطقة الريفيّة المتاخمة للغار، خصوصا وأنّهم يدافعون عنه بداعي أن الألسن لاكته على مدى الزمن بتحريف جعل كلمة «فْرِيوَاطُو» تبرز وتغدو دالّة على هذا المكان.. .

## من تاريخ المغارة
الفتحة الكَائنة أعلَى فرِيوَاطُو عبر منها الفرنسيّ نوربير كاستوري إلى قلب التجويف عام 1933، والقطعة المعدنيّة التي ثبّت بها حبل الهبوط مازالت بمكانهاإلى اليوم.. يروّج البعض أنّ فْرِيوَاطُو تعدّ الأكبر من نوعها بإفريقيا، وهذا معطى خاطئ اعتبارا لكون مغارة باب تازة، وهي التي تنتمي لذات الإقليم أيضا، يتجاوز عمقها نظيرَه لفْرِيوَاطُو الذي يبلغ إلى 520 مترا.
تحتفظ ذاكرة ساكنة دوّار شِيكْرْ وبَابْ بُودِير أيضا بذكرى تقترن بمستغورين أجانب فعّلوا مغامرة الولوج إلى أعماق فرِيوَاطُو، عام 2006، دُون الاستعانَة بأيّ دليل خبير بممرّات الفضاء المظلم.. تاركين وراءهم سيارات رباعيّة الدفع ظلّت مركُونة لأيّام قبل أن يتمّ جرّها صوب المحجز العمومي لغياب أصحابها عنها لأيّام، وإلى اليوم لم يظهر أي من هؤلاء المغامرين المجهولين.